# Biais d'usage du code
Le biais d'usage du code (RSCU, pour Relative Synonymous Codon Usage en anglais) désigne l'utilisation préférentielle d'un des triplets de nucléotides  ou codons possibles pour coder un acide aminé. En effet, il existe en général plusieurs combinaisons de trois nucléotides codant le même acide-aminé (sauf pour la méthionine et le tryptophane), appelés codons synonymes, mais certaines de ces combinaisons sont en général utilisées préférentiellement par la cellule. Cette préférence dépend à la fois de l'organisme, du génome (nucléaire, mitochondrial, chloroplastique…). Elle est cependant globalement conservée à l'intérieur des gènes portés par un même génome.

## Origine du biais d'usage du code
(avril 2009).
Si vous disposez d'ouvrages ou d'articles de référence ou si vous connaissez des sites web de qualité traitant du thème abordé ici, merci de compléter l'article en donnant les références utiles à sa vérifiabilité et en les liant à la section « Notes et références ».
Il existe deux principales hypothèses (non exclusives) expliquant ce biais d'usage du code : l'hypothèse du biais mutationnel et l'hypothèse de sélection traductionnelle. 
L'hypothèse neutraliste suppose que c'est un biais mutationnel qui serait à l'origine du biais d'usage du code. En effet, la probabilité de mutation d'une base nucléique vers une autre varie en fonction des bases considérés. Ainsi, le troisième nucléotide du triplet, moins contraint par la sélection que les deux premiers, aurait tendance à porter préférentiellement certaines bases nucléiques, en fonction de ces taux de mutation. 
L'hypothèse sélectionniste, dite de sélection traductionnelle, considère que le biais est dû à une sélection de certains codons (dits optimaux) parce qu'il permettraient une plus grande vitesse ou une plus grande fidélité de la traduction. Elle est basée sur l'observation que, chez plusieurs organismes modèles où cela a été testé (colibacille, levure…), les codons préférés ou optimaux sont précisément ceux qui correspondent aux ARN de transfert les plus abondants dans la cellule. De cette manière, le ribosome peut progresser plus vite sur l'ARN messager, car le degré de ralentissement de la progression du ribosome de codon en codon semble être inversement proportionnelle à la concentration de l'ARNt complémentaire. Ce serait donc un moyen d'optimiser l'efficacité de la traduction génétique. Selon cette hypothèse, on trouve d'autant plus de codons optimaux que le gène est exprimé dans l'organisme (car la sélection exercée sur ce gène est plus forte). Cela suppose donc une corrélation entre taux d'expression du gène et biais d'usage du code, ce qui est effectivement observé chez les bactéries et la levure. 
Chez la drosophile, le nématode et l'arabette, on observe aussi que les codons optimaux sont très souvent ceux dont les ARNt complémentaires sont les plus fréquents dans la cellule. Ceci favorise l'hypothèse de sélection traductionnelle. Cependant, l'hypothèse de biais mutationnel semble être dominante chez d'autres espèces.

## Utilisations en bioinformatique
L'existence de ce biais d'usage du code permet de repérer les transferts horizontaux de matériel génétique à l'aide d'outils bio-informatiques. En effet, comme le biais d'usage du code est souvent différent entre espèces différentes, on peut détecter une séquence issue d'une autre espèce par son biais d'usage du code différent de celui du reste du génome. Ceci permet par exemple de détecter les transferts de gène depuis un organite semi-autonome vers le noyau, ou encore un élément transposable d'origine virale. Cette méthode est cependant limitée dans le temps, car le biais d'usage du code d'une séquence nucléotidique exogène tend à s'homogénéiser avec celui du génome hôte au cours du temps.
On utilise également le biais d'usage du code afin de prédire qualitativement le taux d'expression d'un gène inconnu ou d'un gène recombinant transféré dans un micro-organisme.